# Gravity Falls
Gravity Falls (Brasil: Gravity Falls: Um Verão de Mistérios) é uma série de televisão animada americana criada por Alex Hirsch, produzida pela Disney Television Animation originalmente para o Disney Channel (e depois para a Disney XD) de 15 de junho de 2012 a 15 de fevereiro de 2016.
Na noite 15 de junho de 2012, houve uma prévia da série logo depois da estreia do filme Let It Shine e no dia 29 de junho de 2012, a série estreou oficialmente no Disney Channel dos EUA. A série teve uma "espiadinha" no dia 30 de setembro de 2012 no Disney Channel Brasil e estreou oficialmente em 6 de outubro de 2012.
A série estreou no dia 7 de junho de 2013 no Disney Channel Portugal. Também foi exibida pela Globo de 10 de maio a 13 de setembro de 2014, dentro da extinta TV Globinho. Em 19 de julho de 2013, a série foi renovada para uma segunda temporada, que estreou no Disney Channel Brasil em 5 de outubro, às 17h, e no Disney Channel dos Estados Unidos em 1 de agosto de 2014.
Em 20 de novembro de 2015, Hirsch anunciou que a série terminaria com sua segunda temporada, afirmando que ele escolheu fazê-lo para o show terminar com "uma conclusão real para os personagens". O show culminou com um final de uma hora, "Weirdmageddon 3: Take Back the Falls", que foi exibido em 15 de fevereiro de 2016. Ele afirmou que continua aberto para continuar a série com episódios adicionais ou especiais. Em fevereiro de 2018, no aniversário de dois anos do episódio final, Hirsch usou uma mensagem cifrada no Twitter para anunciar Gravity Falls: Lost Legends, uma continuação da história de Gravity Falls em um novo romance gráfico.
No Disney Channel dos Estados Unidos o último episódio da série foi exibido em 15 de fevereiro de 2016 e no Disney Channel Brasil foi exibido em 28 de maio de 2016. No dia 14 de fevereiro de 2016 a série estreou no Disney XD Brasil. Os episódios foram disponibilizados em streaming no canal Disney Plus.

## Enredo
A série segue as aventuras de Dipper Pines (vozes de Thiago Keplmair no Brasil e João Jesus em Portugal) e sua irmã gêmea Mabel (dublada por Bianca Alencar no Brasil e Solange Santos em Portugal) de 12 anos, que são enviadas para passar suas férias de verão com seu tio-avô Stanford Pines (mas chamado apenas de "Ti-vô" Stan/chamado de Tio Stan em Portugal) (dublado por Marcelo Pissardini no Brasil e Rui de Sá em Portugal), em Gravity Falls, uma cidade misteriosa cheia de forças paranormais e criaturas sobrenaturais.
As crianças ajudam Stan a administrar "A Cabana do Mistério", a armadilha turística que ele possui, enquanto também investigam os verdadeiros mistérios do local. Nada é o que parece nessa cidade, e com ajuda de um diário misterioso que Dipper acha na floresta, eles começam a desvendar os mistérios locais.
Com participações de Wendy Corduroy (Dublada no Brasil por Samira Fernandes e em Portugal por Adriana Moniz), adolescente de 15 anos que trabalha como caixa na Cabana do Mistério e por quem Dipper nutre uma paixão secreta; Soos Ramirez (César Marchetti no Brasil e José Nobre em Portugal), amigo dos gêmeos que trabalha para Ti-vô Stan/Tio Stan; além de uma variedade de outros personagens eventuais (que acabam não sendo tão secundários quanto parecem a princípio); Dipper e Mabel sempre têm um dia estranho.

## Personagens

### Principais
- Dipper Pines – Irmão gêmeo de 12 anos de idade de Mabel Pines. 13 no ultimo episodio.
- Mabel Pines – Irmã gêmea de 12 anos de idade de Dipper Pines. 13 no ultimo episodio.
- Stanley Pines (Tio Stan) – O tio avô de Dipper e Mabel, proprietário da Cabana do Mistério.
- Stanford Pines, também conhecido como "O Autor"[12] – Irmão gêmeo do Ti-vô/ Tio Stan há muito tempo perdido, tem seis dedos em cada uma de suas duas mãos.
- Jesus Alzamirano "Soos" Ramirez – O ajudante de 32 anos de idade[13] da Cabana do Mistério.
- Wendy Corduroy – Uma garota de 16 anos de idade[14] que trabalha meio-período na Cabana do Mistério, por quem Dipper tem uma paixão secreta.

### Secundários
- Waddles/Ginga – Porco de estimação de Mabel.
- Candy Chiu e Grenda – As melhores amigas de Mabel. Candy é tímida e asiática, enquanto Grenda tem uma voz masculina e grossa.
- Fiddleford Hadron "Velho" McGucket – O "maluco local de Gravity Falls, e antigo amigo e auxilar de Stanford Pines.
- Bill Cipher – O poderoso alienígena mais antigo que o próprio tempo em forma de triângulo e com um olho só de outra dimensão, que pode influenciar ou controlar os cidadãos de Gravity Falls, principal vilão de série.
- Gideão Gleeful – É o principal rival de Stanley Pines, que faz de tudo para ter a posse da Cabana do Mistério, adquirindo confiança da população local com a "Tenda da Telepatia" e tambem e rivel de Dipper e Mabel.
- Toby Determinado – Proprietário e editor do "Fofoca de Gravity Falls". Durante o Estranhagedon, ele tenta pedir para ser chamado de "Tobynardo".
- Os Northwests – A mais popular e rica família em Gravity Falls, eles são o pai (Preston), a mãe (Priscilla), e a filha (Pacífica).
- Robert "Robbie" Stacy Valentino – Um adolescente punk rock local, principal rival de Dipper pelo amor de Wendy.
- Tambry, Thompson, Nate, e Lee – Os quatro amigos de Wendy.
- Manly Dan – Um lenhador e pai de Wendy.
- Lazy Susan – A dona do "Restaurante Greasy's", sempre está com um olho fechado, ex-paixão de Stan.
- Tyler Cutebiker – "Entusiasta Local", o atual prefeito da cidade.
- Shandra Jimenez – A repórter de Gravity Falls.
- Xerife Blubs e Oficial Durland – Os dois oficiais de polícia de Gravity Falls.
- Bud Gleeful – Rival de Stan, pai de Gideão e vendedor de carros.
- Abuelita – Avó de Soos que mora com ele.
- Os Gnomos – Vivem na Floresta de Gravity Falls, que desejam que Mabel seja sua rainha.
- Gompers – Um bode que vive na Cabana do Mistério.
- Blendin Benjamin Blendin – Um funcionário da "Unidade de Correção de Anomalias do Tempo", tem vários encontros com Mabel e Dipper.
- Agente Powers e Agente Trigger – Dois agentes do governo que investigam o postal de Stan e a própria cidade.
- Olho de Fantasma – Um presidiário da "Prisão de Gravity Falls", amigo de Gideão.
- Xyler e Craz – Os dois personagens principais do filme favorito de Mabel, "Os Garotos do Sonhos"/"Rapazes dos Sonhos", que frequentemente aparecem em seus sonhos.
- Bebê do Tempo – Um gigante bebê do tempo e o último de sua espécie, Bebê do Tempo é o líder da "unidade de correção de anomalias do tempo" até que ele seja morto por Bill Cipher. De acordo com um criptograma, isso vai levar tempo para bebês 10.000 anos para voltar a montar suas moléculas. E quando ele está de volta, ele vai estar muito irritado.

## Episódios
| Temporada | Temporada     | Episódios | Episódios | Originalmente exibido | Originalmente exibido   | Canal          |
| Temporada | Temporada     | Episódios | Episódios | Estreia da temporada  | Final da temporada      | Canal          |
| --------- | ------------- | --------- | --------- | --------------------- | ----------------------- | -------------- |
|           | 1.ª temporada | 20        | 20        | 15 de junho de 2012   | 2 de agosto de 2013     | Disney Channel |
|           | 2.ª temporada | 20        | 20        | 1 de agosto de 2014   | 15 de fevereiro de 2016 | Disney XD      |

| N.º na série | N.º na temp. | Título original                  | Dirigido por              | Escrito por                                                                        | Exibição original       | Cód. de produção | Audiência nos EUA (milhões) |
| --- | ------------ | -------------------------------- | ------------------------- | ---------------------------------------------------------------------------------- | ----------------------- | ---------------- | --------------------------- |
| 1 | 1            | "Tourist Trapped"                | John Aoshima              | Alex Hirsch                                                                        | 15 de junho de 2012     | 105              | 3,40                        |
| Quando férias de verão de Dipper e Mabel começam seus pais os mandam para Gravity Falls para passarem o verão com seu Tio avô Stan (Tivô Stan) que transformou sua casa em uma "Atração Turistica" e Dipper e Mabel tem que trabalharem lá mas no meio da flores Dipper encontra um Diario que tem várias anômanias escritas. Enquanto isso Mabel arranja um namorado mas Dipper suspeita que ele pode ser um zumbi.                 |              |                                  |                           |                                                                                    |                         |                  |                             |
| 2 | 2            | "The Legend of the Gobblewonker" | John Aoshima              | Michael Rianda e Alex Hirsch                                                       | 29 de junho de 2012     | 101              | 3,14                        |
| Stan leva Dipper e Mabel na lagoa para pescarem mas eles acabam descobrindo que tem um monstro na ilha da lagoa e eles também descobrem que tem uma recompensa para quem tirar uma foto de algo sobrenatural e eles pretendem tirar uma foto do monstro para conseguirem a recompença. |              |                                  |                           |                                                                                    |                         |                  |                             |
| 3 | 3            | "Headhunters"                    | John Aoshima              | Aury Wallington e Alex Hirsch                                                      | 30 de junho de 2012     | 102              | 2,71                        |
| Soos encontra uma sala secreta com várias esculturas de cera então Mabel decide fazer uma e depois Stan abre uma exposição de esculturas de cera mas no meio da noite a cabeça do Stan de cera é cortada, e Dipper e Mabel terão que descobrir quem foi. |              |                                  |                           |                                                                                    |                         |                  |                             |
| 4 | 4            | "The Hand That Rocks the Mabel"  | John Aoshima              | Zach Paez e Alex Hirsch                                                            | 6 de julho de 2012      | 104              | 2,95                        |
| Depois de terem ido ao show um garotinho chamado Gideão fica apaixonado por Mabel mas Stan não gosta dele e vai até a casa dele mas o pai de Gideão consegue fazer uma negociação com Stan e decide que Mabel e Gideão devem ficar juntos mas Mabel gosta de Gideão como amigo e pede para Dipper falar isso para ele mas Gideão acha que Dipper está tentando separa-los.                                                           |              |                                  |                           |                                                                                    |                         |                  |                             |
| 5 | 5            | "The Inconveniencing"            | Aaron Springer e Joe Pitt | Michael Rianda e Alex Hirsch                                                       | 13 de julho de 2012     | 103              | 3,55                        |
| Wendy vai se divertir com os amigos dela e Dipper e Mabel vão junto dizendo que eles tem 13 anos para Dipper poder ficar com a Wendy mas isso pode ser difícil depois de Dipper saber que eles vão invadir um Mercado abandonado que está assombrado por fantasmas que odeiam adolescentes. |              |                                  |                           |                                                                                    |                         |                  |                             |
| 6 | 6            | "Dipper vs. Manliness"           | Aaron Springer e Joe Pitt | Tim McKeon                                                                         | 20 de julho de 2012     | 106              | 3,14                        |
| Depois de ser zoado por Mabel e Stan Dipper decide virar homem mas no meio da floresta ele encontra um HomemTauro que o ajuda a virar homem. Enquanto isso Mabel, Soos e Wendy ajudam Stan conquistar a garçonete Lady Susan. |              |                                  |                           |                                                                                    |                         |                  |                             |
| 7 | 7            | "Double Dipper"                  | Aaron Springer e Joe Pitt | História por : Mitch Larson Roteiro por : Michael Rianda, Tim McKeon e Alex Hirsch | 10 de agosto de 2012    | 109              | 4,18                        |
| Stan faz uma festa na Cabana do Mistério para conseguir mais dinheiro e Mabel percebe que essa é a chance dela fazer amigas e por lá ela conhece duas meninas e ela pretende ganhar o show de Pacifica. Enquanto isso Dipper quer se aproximar de Wendy mas ela entra na festa e Dipper usa uma copiadora para fazer várias copias dele mas eles acabam brigando porque Dipper não quer seguir os passos da lista que fez.           |              |                                  |                           |                                                                                    |                         |                  |                             |
| 8 | 8            | "Irrational Treasure"            | John Aoshima              | História por : David Slack Roteiro por : Tim McKeon e Alex Hirsch                  | 17 de agosto de 2012    | 108              | 3,87                        |
| Mabel fica cansada de Pacifica ficar zombando dela por seu parente ser o fundador de Gravity Falls, mas Dipper desconfia que o parente de Pacifica não foi o fundador de Gravity Falls então eles vão atrás de pistas para descobrirem quem é o verdadeiro de Gravity Falls, mas os policiais o seguem para os impedirem de descobrir a verdade. Enquanto isso, Stan fica preso e para piorar começam a tacar tomates nele.          |              |                                  |                           |                                                                                    |                         |                  |                             |
| 9 | 9            | "The Time Traveler's Pig"        | Aaron Springer e Joe Pitt | Aury Wallington e Alex Hirsch                                                      | 24 de agosto de 2012    | 107              | 4,14                        |
| Stan abre um parque na "Cabana do Mistério" e com isso Dipper tenta ficar junto com Wendy mas ao tentar ganhar uma coisa para ela ele acaba acertando o olho dela e ele acaba encontrando um viajante do tempo que esquece o aparelho de voltar no tempo então Dipper usa ele para conseguir o prêmio para a Wendy mas isso aba fazendo Mabel ficar sem seu porco Ginga.                                                             |              |                                  |                           |                                                                                    |                         |                  |                             |
| 10 | 10           | "Fight Fighters"                 | John Aoshima              | Zach Paez e Alex Hirsch                                                            | 14 de setembro de 2012  | 110              | 2,94                        |
| Depois de quebrar o celular Robie, Dipper tenta evitar a briga que Robie marcou com ele então ele acaba trazendo um lutador de um jogo de fliperama para a vida real então ele usa esse lutador para lutar em seu lugar mas o lutador pretende destruir Robie. Enquanto isso Mabel tenta fazer seu Tio Stan superar o seu medo de altura.                                                                                            |              |                                  |                           |                                                                                    |                         |                  |                             |
| 11 | 11           | "Little Dipper"                  | Aaron Springer e Joe Pitt | Tim McKeon, Zach Paez e Alex Hirsch                                                | 28 de setembro de 2012  | 111              | 2,60                        |
| Depois de descobrir que Mabel é mais alta Dipper decide encontrar um cristal que aumenta e diminui o tamanho das coisas e usando o cristal Dipper fica mais alto que Mabel mas Gideão descobre isso e encolhe Dipper, Mabel e Soos e decide encolher Stan para pegar a escritura. |              |                                  |                           |                                                                                    |                         |                  |                             |
| 12 | 12           | "Summerween"                     | John Aoshima              | Zach Paez, Alex Hirsch e Michael Rianda                                            | 5 de outubro de 2012    | 112              | 3,48                        |
| Mabel fica ansiosa com o Summerween e Dipper também fica feliz mas ele percebe que está velho de mais para pedir doce depois de Wendy falar para ele que ela vai a uma festa com Robie mas isso pode ficar difícil depois do Monstro do Summerween ameaçar Dipper, Mabel, Candy e Grende de conseguirem vários doces antes da ultima abóbora apagar. Enquanto isso Stan tenta assustar dois garotos.                                 |              |                                  |                           |                                                                                    |                         |                  |                             |
| 13 | 13           | "Boss Mabel"                     | John Aoshima              | História por : Tommy Reahard Roteiro por : Tim McKeon e Alex Hirsch                | 15 de fevereiro de 2013 | 114              | 3,45                        |
| Mabel percebe que Stan está indo longe demais com as vendas então eles apostam quem consegue mais dinheiro com Mabel sendo chefe e Stan participando de um show e Mabel descobre que não vai ser tão fácil. |              |                                  |                           |                                                                                    |                         |                  |                             |
| 14 | 14           | "Bottomless Pit!"                | Aaron Springer e Joe Pitt | Alex Hirsch e Michael Rianda                                                       | 1 de março de 2013      | 115              | 3,10                        |
| Stan apresenta um Poço Sem Fim para Dipper, Mabel e Soos mas eles acabam caindo nele e eles esperam chegar ao fim dele contando histórias. |              |                                  |                           |                                                                                    |                         |                  |                             |
| 15 | 15           | "The Deep End"                   | Aaron Springer e Joe Pitt | Nancy Cohen                                                                        | 15 de março de 2013     | 113              | 4,50                        |
| Está muito quente em Gravity Falls então eles decidem ir a piscina de Gravity Falls e por lá Dipper percebe que Wendy é a salva vidas e acaba virando o assistente dela e tenta fazer o possível para que o chefe dele não descubra oque ele e Wendy fazem e Mabel conhece que um sereio que quer voltar para o mar e Mabel promete que vai ajuda-lo a voltar. Enquanto isso Stan tenta conseguir sentar na cadeira antes de Gideão. |              |                                  |                           |                                                                                    |                         |                  |                             |
| 16 | 16           | "Carpet Diem"                    | Joe Pitt                  | Tim McKeon, Zach Paez e Alex Hirsch                                                | 5 de abril de 2013      | 117              | 3,36                        |
| Depois de Mabel passa a noite no quarto com a Candy e Grenda Dipper fica cansado de dividir o quarto com Mabel então ele pede a Stan para arrumar um quarto pra ele mas Mabel também quer o quarto então Stan decide que quem ser o seu favorito vai ter o quarto e Dipper descobre um Tapete Elétrico que pode trocar os corpos das pessoas e ele acaba trocando de corpo com a Mabel então eles decidem sabotar um ao outro.       |              |                                  |                           |                                                                                    |                         |                  |                             |
| 17 | 17           | "Boyz Crazy"                     | John Aoshima              | Matt Chapman e Alex Hirsch                                                         | 19 de abril de 2013     | 116              | 3,16                        |
| Mabel e suas amigas estão animadas para verem sua banda preferida. Enquanto isso, Dipper tenta encontrar a mensagem subliminar no CD que Robie usou para encantar Wendy. |              |                                  |                           |                                                                                    |                         |                  |                             |
| 18 | 18           | "Land Before Swine"              | John Aoshima              | Tim McKeon e Alex Hirsch                                                           | 28 de junho de 2013     | 118              | 3,50                        |
| Mabel sai e fala para Stan cuidar de Wadles e não deixar ele ficar fora de casa mas Stan fica irritado por que Wadles está acabando com os negócios da "Cabana do Mistério" então ele deixa Wadles ficar fora de casa mas um pterodáctilo pega o porco deixando Mabel triste, então Dipper, Mabel, Soos e Stan vão resgatar Wadles seguindo os fios de linha do suéter de Wadles.                                                    |              |                                  |                           |                                                                                    |                         |                  |                             |
| 19 | 19           | "Dreamscaperers"                 | Joe Pitt e John Aoshima   | Tim McKeon, Matt Chapman e Alex Hirsch                                             | 12 de julho de 2013     | 119              | 2,70                        |
| Depois de falhar mais uma vez em pegar a escritura da Cabana do Mistério, Gideão decide invocar um invasor do sonhos chamado Bill Cipher para entrar na mente de Stan e roubar a senha do cofre onde está a escritura então Dipper, Mabel e Soos entram na mente de Stan para impedir Bill de roubar a senha. No final Gideão consegue explodir o cofre e rouba a escritura.                                                         |              |                                  |                           |                                                                                    |                         |                  |                             |
| 20 | 20           | "Gideon Rises"                   | John Aoshima e Joe Pitt   | Matt Chapman, Alex Hirsch e Michael Rianda                                         | 2 de agosto de 2013     | 120              | 3,18                        |
| Gideão consegue a escritura da Cabana do Mistério e Dipper e Mabel tem que pega-la de volta para não irem embora de Gravity Falls. |              |                                  |                           |                                                                                    |                         |                  |                             |

## Desenvolvimento

### Conceito
Antes de trabalhar na série, a primeira inspiração do criador da série, Alex Hirsch, foi o popular animado sitcom, onde ele observou que "a animação pode ser mais engraçada do que a ação ao vivo. Animação não tem que ser apenas para as crianças. Que ele poderia ser satírico e observacional e fundamentado em um sentido de interação personagem ". Hirsch graduou-se do instituto de Califórnia das artes, e foi contratado para trabalhar como o escritor e o artista do storyboard para a série Cartoon Network, As Trapalhadas de Flapjack, onde era emparelhado com Pendleton Ward, o criador de Adventure Time. Depois, ele passou a co-desenvolvedor o Disney Channel série animada, Adolepeixes; Pouco antes de lançar Gravity Falls.

### Produção
Hirsch explicou em uma entrevista com The A.V. Club. Durante a produção da temporada 1, que um episódio típico é concebido em uma sala reservada aos escritores, onde é apresentada uma sinopse simples, e a partir daí a estrutura dramática é definida, e o enredo é modificado para Hirsch expressa como "a coisa mais difícil... encontrar uma história de caráter que realmente descobre, explora ou empurra a tensão - algo que nossos personagens se importam - que é explorado corretamente através da magia ou do monstro ou Impossibilidade da semana".
Sub-enredo e enredo são criados, e são dadas a um escritor para produzir um outline, Off por Hirsch para comentários. O escritor produz um rascunho a partir dessas edições, onde mais notas podem ser dadas. Hirsch afirma que ele e Mike Rianda (diretor criativo) podem pessoalmente criar um rascunho para si mesmos antes que um roteiro final seja produzido, no qual o diálogo do projeto recebido do escritor seja amplamente revisado; Hirsch afirma que o processo de revisão "não é um descrédito para nossos escritores - é apenas que temos uma visão muito particular, em particular, costumo reescrever quase todo o diálogo de Dipper e a maior parte do diálogo de Mabel, só porque os tenho na minha cabeça. Eu e Mike vamos ficar acordados por 24 horas antes da entrega de cada roteiro. Teremos o fim de semana, vamos trabalhar a noite toda, vamos beber Red Bull, vamos dormir no sofá Em turnos como maníacos, vamos dar um tapa na cara".
Um script é entregue, que depois é traduzido para um storyboard, onde feedback é recebido de Hirsch para os artistas da placa, se um determinado elemento, como um gag, não funciona. Depois, para o episódio é dado à rede, onde eles fazem uma leitura, e então o episódio é verificado pela rede, ou readequado na pequena quantidade de tempo Alocados antes de um estúdio de animação deve receber algo para trabalhar.

### Transmissão
Os primeiros doze episódios de Gravity Falls foram exibidos em um canal semanal regular no Disney Channel, começando em meados de 2012, mas os episódios subsequentes foram transmitidos sem regularidade semelhante; Levou até agosto de 2013 para transmitir os oito episódios restantes da primeira temporada. A segunda temporada começou a ser exibida um ano depois, em agosto de 2014, passando para Disney XD, mas novamente sem qualquer regularidade quando novos episódios seriam exibidos pela primeira vez. De acordo com a Disney XD, como cada episódio levou cerca de seis meses de trabalho para ser concluído, eles optaram contra os episódios de armazenamento para mostrar semanalmente, mas aproveitar a natureza serial do show, transmitindo cada episódio como ele foi concluído e fazendo um evento fora de isto.

## Criptogramas
São usadas as Cifra de César, Atbash, A1Z26 (cada letra significa o número no alfabeto) e Cifra de Vigenère. Os episódios de 1 a 6 usam a Cifra de César, os episódios de 7 a 13 usam Atbash, os episódios de 14 a 19 usam A1Z26, o episódio 20 usa todos eles juntos, e os episódios do 21 até os atuais usam a Cifra de Vigenère que deve ser resolvida procurando pela chave no episódio.

## Produtos
Lançaram vários produtos da série, como bichos de pelúcia, cartões comerciais, vestuário e bonecos de plástico e vinil.

### Livros
- Nota: Livros lançados no Brasil através da editora "Universo dos Livros".

| Nome                                                            | Enredo | Data de Lançamento                       |
| --------------------------------------------------------------- | --- | ---------------------------------------- |
| Feliz Summerween! A Loja de Conveniência... do Horror!          | É Summerween em Gravity Falls! Mabel e Dipper podem coletar doces suficientes para salvar suas almas do Monstro do Summerween? Ou ficará sem tempo e se tornará o deleite duplo do monstro? Então, quando Dipper e Mabel se juntam a Wendy e amigos para explorar uma loja de conveniências assombrada, coisas estranhas começam a acontecer. Os gêmeos podem escapar antes que seja tarde demais? Ou eles serão presos para sempre por fantasmas? | 22 de julho de 2014 10 de julho de 2019  |
| Era Uma Vez Um Suíno                                            | O porco do viajante ― No mesmo instante que Mabel ganha o porquinho Waddles na Feira do Mistério, Dipper detona sua oportunidade de impressionar Wendy. No entanto, quando Dipper encontra um jeito de viajar no tempo e mudar seu destino com Wendy, o destino de Mabel também muda – só que para pior. Será que os irmãos Pines vão conseguir ajustar a linha do tempo de modo que ambos se deem bem? Será que Mabel poderá compartilhar uma fatia de pizza com seu amado Waddles novamente? A terra diante dos porcos ― Quando uma criatura pré-histórica sequestra Waddles, ficará a cargo do pessoal da Cabana do Mistério resgatá-lo são e salvo! | 7 de agosto de 2014 30 de março de 2020  |
| O Guia de Mistério e Diversão do Dipper e da Mabel!             | Quer descobrir o melhor jeito de acabar com o fantasma que assombra a sua loja? Ou como desvendar um código ultrassecreto? Conheça, neste livro supermaneiro totalmente colorido, as numerosas dicas e atividades permeadas com o humor aguçado e característico da série. | 7 de agosto de 2014 7 de março de 2019   |
| Diário 3                                                        | Com o Diário 3, você irá aprender a trágica história de Ford, o paradeiro de Blendin, qual é a Dimensão 52 e como atrair um “ornitorrinco xadrez”. Mas cuidado: este é um livro desejado por muitas forças sombrias, por isso fique alerta se qualquer um quiser tirá-lo de você (especialmente se tiverem olhos amarelos e brilhantes)! E, o mais importante, divirta-se. Afinal, não existe um lugar como Gravity Falls. Ou será que existe? | 26 de julho de 2016 6 de agosto de 2018  |
| Dipper e Mabel em “A Maldição do Tesouro dos Piratas do Tempo!” | Participe desta jornada através do tempo e explore a era medieval, infestada de dragões, o Velho Oeste Esquisito e um futuro em que há o bebê-gigante-com-lasers. São muitos os caminhos, e as aventuras alucinantes às quais eles levarão dependerão da SUA ESCOLHA! Pode ser que você acabe encontrando o maior tesouro já descoberto, ou que talvez condene Blendin e os gêmeos a permanecerem para sempre em um abismo! | 26 de julho de 2016 7 de maio de 2019    |
| Lendas Perdidas: 4 Novas Aventuras                              | Preparem-se, pois neste livro vocês encontrarão uma coletânea de quatro histórias inéditas sobre os mistérios de Gravity Falls. Descubra para onde as criaturas esquisitas da cidade vão quando ninguém está olhando, qual é a sensação de se perder no multiverso, como Mabel se livrará de um monstro invocado por Pacífica, e muito mais. Com Gravity Falls: lendas perdidas, você não precisará se questionar mais – as histórias são estranhas demais para serem transmitidas pela televisão, mas têm a quantidade certa de bizarrice para integrarem esta graphic novel sem precedentes. Imperdível!                                              | 24 de julho de 2018 8 de outubro de 2018 |
| Ao esquisito e além                                             | Bem-vindo a Gravity Falls, onde o esquisito é levado ao limite e acontecimentos misteriosos fazem parte do dia a dia dos habitantes da cidade! | 26 de agosto de 2019                     |
| O Livro do Bill                                                 | O demônio que aterrorizou Gravity Falls voltou do além para finalmente contar seu lado da história em um novo livro escrito por ninguém menos do que o próprio Bill Cipher. | 23 de julho de 2024                      |

### DVD's
| Coleção           | Episódios Incluídos | Data de Lançamento                           |
| ----------------- | --- | -------------------------------------------- |
| Six Strange Tales | "Armadilha para Turistas", "A Lenda do Gobblewonker", "Caçadores de Cabeça", "A Mão que Balança a Mabel", "A Inconveniência", "Dipper vs. Masculinidade"         | 27 de novembro de 2013 15 de outubro de 2013 |
| Even Stranger     | "Dipper em Dobro", "Tesouro Irracional", "O Porco e o Viajante do Tempo", "Luta de Lutadores", "Pequeno Dipper", "Summerween", "Chefe Mabel", "O Poço Sem Fundo" | 26 de agosto de 2014                         |

### Jogos
No site oficial do Disney Channel, vários mini-jogos da série podem ser localizados. Um Verão de Mistérios: A Lenda dos Gnomos Gêmeos para Nintendo 3DS, lançado em 20 de outubro de 2015, o primeiro jogo de Gravity Falls. O jogo foi um bestseller e teve críticas mistas e boas. O enredo é que Dipper e Mabel, Jeff deve ajudar o gnomo para obter um Gemuletos que, quando lançado, surgem entidades hostis e malignas, também devem cumprir missões com personagens da série e coletar vários objetos. Até o momento ainda não há um outro jogo desta série.

## Recepção

### Crítica
Gravity Falls recebeu elogios da crítica. Brian Lowry de Variety declarou: "O show tem uma qualidade alegre que deve jogar para as crianças, e agradar algumas pontadas de nostalgia entre seus pais." Robert Lloyd referiu-se ao programa como "... suavemente torcido, com alguma ação disfarçada e arrepiante". Em sua revisão, David Hinckley de New York Daily News chamado Gravity Falls "peculiar e cativante", e ofereceu elogios para o personagem de Mabel Pines. Att Blum, escrevendo para 'Wired', comparou favoravelmente o show ao programa animado do Cartoon Network e ao programa animado do Disney Channel Phineas e Ferb, saudando Gravity Falls como "inteligente, estranho e um tanto pungente". Erik Kain da Forbes declarou que Gravity Falls era "a melhor coisa na televisão no momento".

### Classificação
Um preview especial da série seguindo o Disney Channel Original Movie Let it Shine foi visto por 3,4 milhões de telespectadores. A série garnered vistas altas em seu quinto episódio, que foi ao ar em 13 de julho de 2012 e atraiu 3,6 milhões de telespectadores. No dia 15 de março de 2013, o episódio "A Piscina Pública" foi assistido por 4,5 milhões de espectadores após a estréia de Feiticeiros de Waverly Place: Alex Vs. Alex, tornando-se o melhor classificado episódio da série. WatchMojo.com classificou Gravity Falls como o "terceiro melhor desenho animado da edição de 2010.".
Mais tarde, passando para a Disney XD, o episódio "Um Conto de Dois Stans" tornou-se a transmissão televisiva mais alta da Disney XD, com 1,91 milhões de telespectadores. O novo episódio da Disney XD de Gravity Falls entrega a mais recente série de TVs da Disney XD em Everest Viewers & Kids e Boys Demographics em Live + O final da série "Estranhagedon 3: Recuperando Gravity Falls" bateu esse recorde, sendo assistido por 2,47 milhões de telespectadores nos Estados Unidos.

## Prêmios e indicações
| Ano  | Programa/Concurso                   | Categoria                                                                            | Indicado | Resultado |
| ---- | ----------------------------------- | ------------------------------------------------------------------------------------ | --- | --------- |
| 2012 | Annie Award                         | Produção de Design em uma Série Animada / Produção de Transmissão                    | Ian Worrel | Indicado  |
| 2012 | Annie Award                         | Dublagem em um Televisão / Produção de Transmissão em Animação                       | Kristen Schaal | Venceu    |
| 2012 | Top Tástico Brasil                  | Melhor Série de Animação                                                             | Gravity Falls | Venceu    |
| 2013 | Teen Choice Awards                  | Escolha TV: Melhor Animação                                                          | Gravity Falls | Indicado  |
| 2013 | Annie Award                         | Melhor Produção TV de Animação / Transmissão para o público infantil                 | Gravity Falls | Indicado  |
| 2013 | Annie Award                         | Diretor de Animação de televisão / Produção de Transmissão                           | John Aoshima | Indicado  |
| 2013 | Annie Award                         | Storyboarding em uma Animação de televisão / Produção de Transmissão                 | Alonso Ramos-Ramirez | Indicado  |
| 2013 | Golden Reel Award                   | Melhor Edição de Som em Televisão: Animação                                          | Gravity Falls | Indicado  |
| 2013 | Top Tástico Brasil                  | Melhor Série de Animação                                                             | Gravity Falls | Indicado  |
| 2014 | Kids' Choice Awards                 | Animal Favorito de Animação Sidekick                                                 | Waddles/Ginga | Indicado  |
| 2014 | Primetime Creative Arts Emmy Awards | Realização Individual Prêmio em Animação                                             | Ian Worrel por "Tire o Monstro do Sonho"                                                                                   | Venceu    |
| 2014 | Teen Choice Awards                  | Programa de televisão Favorito: Desenho Animado                                      | Gravity Falls | Indicado  |
| 2015 | Annie Awards                        | Melhor Programa de televisão Animado/Produção de Transmissão para o Público Infantil | Gravity Falls | Venceu    |
| 2015 | Annie Awards                        | Prêmio, Direção em uma Série Animada/Produção de Transmissão                         | Rob Renzetti | Indicado  |
| 2015 | Annie Awards                        | Prêmio, Storyboarding em Série Animada/Produção de Transmissão                       | Luke Weber, Alonso Ramirez Ramos, Neil Graf e Steve Heneveld                                                               | Indicado  |
| 2015 | Critics' Choice Television Awards   | Melhor Série Animada                                                                 | Gravity Falls | Indicado  |
| 2015 | Primetime Creative Arts Emmy Awards | Realização Individual Prêmio em Animação                                             | Alonso Ramirez Ramos por "Nem Tudo é o que Parece"                                                                         | Venceu    |
| 2015 | British Academy Children's Awards   | International                                                                        | Equipe de Produção por Gravity Falls                                                                                       | Venceu    |
| 2015 | Teen Choice Awards                  | Programa de TV: Série Animada                                                        | Gravity Falls | Indicado  |
| 2016 | Annie Awards                        | Melhor Série Animada/Produção de Transmissão para o Público Infantil                 | "Nem Tudo é o que Parece"                                                                                                  | Indicado  |
| 2016 | Annie Awards                        | Direção em uma série animada/Produção de Transmissão                                 | Matt Braly por "Mistério da Mansão Noroeste"                                                                               | Venceu    |
| 2016 | Annie Awards                        | Design de Produção em uma série animada/Produção de Transmissão                      | Ian Worrel e Jeffrey Thompson por "Xpcveaoqfoxso (Estranhagedon)"                                                          | Indicado  |
| 2016 | Annie Awards                        | Escritor de uma série animada/Produção de Transmissão                                | Alex Hirsch, Shion Takeuchi, Josh Weinstein, Jeff Rowe, e Matt Chapman por "Nem Tudo é o que Parece"                       | Indicado  |
| 2016 | Kids' Choice Awards                 | Melhor Série de Animação                                                             | Gravity Falls | Indicado  |
| 2016 | Peabody Awards                      | Programa Infantil                                                                    | Gravity Falls | Indicado  |
| 2016 | Meus Prêmios Nick                   | Programa de televisão Favorito: Animado                                              | Gravity Falls | Indicado  |
| 2016 | Annie Awards                        | Conquista, escrever em uma produção animada de TV/Transmissão                        | Shion Takeuchi, Mark Rizzo, Jeff Rowe, Josh Weinstein e Alex Hirsch por "Estranhagedon Parte 3: Recuperando Gravity Falls" | Indicado  |
| 2016 | Annie Awards                        | Conquista, Editorial em Produção Animada de TV/Transmissão                           | Kevin Locarro, Andrew Sorcini, Nancy Frazen e Tony Mizgalski por "Estranhagedon Parte 3: Recuperando Gravity Falls"        | Indicado  |